# Вельдемановский, Алексей Иванович
Алексей Иванович Вельдемановский (1821, Нижегородская губерния — 5 [17] января 1893, Рига) — протоиерей Русской православной церкви, миссионер.

## Биография
Родился в 1821 году в семье псаломщика в селе Вельдеманово Княгининского уезда Нижегородской губернии, где когда-то родился будущий московский патриарх Никон. Свою фамилию получил по названию родного села при поступлении в духовное училище. В 1843 году окончил по 1-му разряду Нижегородскую духовную семинарию, в 1847 году, со степенью кандидата богословия, Санкт-Петербургскую духовную академию.
Перед окончанием академии он принял решение стать миссионером в Лифляндской губернии, где в 1841 году началось движение значительной части эстонских и латышских крестьян против засилья немецких помещиков, выразившееся в переходе из лютеранства в православие. Движение достигло наибольшей силы в 1845—1847 гг., когда к православной церкви было присоединено около 40 тысяч латышей и 70 тысяч эстонцев. Епископ Рижский, викарий Псковской епархии Филарет (Гумилевский) ходатайствовал перед Синодом о присылке в Лифляндию лиц с высшим богословским образованием и в 1847 году Синод принял решение о направлении в Рижское викариатство трёх выпускников Санкт-Петербургской духовной академии, в числе которых оказался Вельдемановский. Он был рукоположён во диакона 16 января 1848 года, 18 января — во священника. Обе хиротонии совершил в Казанском соборе викарий Санкт-Петербургской епархии епископ Ревельский Нафанаил (Савченко).
Был назначен настоятелем в эстонскую Покровскую церковь при помещичьей усадьбе Каролен (Карула) Верроского уезда Лифляндской губернии. Число присоединившихся к православию здесь составляло 26 % числа прихожан местного лютеранского храма — около 1110 человек. Совершать богослужение и проповедовать ему пришлось по-эстонски, но поскольку он не знал языка, он первоначально заучивал богослужебные тексты и проповеди наизусть; к весне 1848 года он уже хорошо овладел эстонским языком и 1 сентября того же года был назначен настоятелем Свято-Екатерининского храма в Пернове и благочинным Перновского уезда. С 1 июня 1852 года был настоятелем Никольской церкви в Аренсбурге и главой Эзельского благочиния новообразованной (1 июля 1850 года) Рижской епархии. За 17 лет он сделал Эзельское благочиние образцовым и получил сан протоиерея.
В 1869 году по собственному прошению был переведён в Петропавловский кафедральный русский собор Риги. В следующем году из-за разногласий с клириками собора, не принимавших позицию миссионера, был назначен настоятелем кладбищенской Всехсвятской церкви в Риге. В 1879 году был назначен настоятелем Благовещенской церкви.
В 1874—1884 гг. преподавал древнегреческий язык в Рижской духовной семинарии. Был членом Рижской духовной консистории В 1887 году был назначен благочинным Рижского городского округа. В 1888 году по болезни вышел за штат.
Был награждён всеми духовными и светскими наградами, доступными белому духовенству, вплоть до ордена Св. Владимира 4-й и 3-й степени. Скончался 5 (17) января 1893 года и был погребён на рижском Всехсвятском кладбище, уничтоженном во 2-й половине XX века.